# Alestopetersius brichardi
Alestopetersius brichardi är en fiskart som beskrevs av Poll, 1967. Alestopetersius brichardi ingår i släktet Alestopetersius och familjen Alestidae. IUCN kategoriserar arten globalt som livskraftig. Artens utbredningsområde är Demokratiska republiken Kongo. Inga underarter finns listade i Catalogue of Life.